# Mormonia syriaca
Mormonia syriaca är en fjärilsart som beskrevs av Ludwig Osthelder 1933. Mormonia syriaca ingår i släktet Mormonia och familjen nattflyn. Inga underarter finns listade i Catalogue of Life.